# VdS Schadenverhütung

Logo

Die VdS Schadenverhütung GmbH ist Europas größtes Institut für Unternehmenssicherheit und eine 100%ige Tochter des Gesamtverbands der Deutschen Versicherungswirtschaft (GDV). VdS bietet Dienstleistungen mit den Schwerpunkten Brandschutz, Security, Cyber-Security, Datenschutz, Naturgefahren, Organisation und Bildung und veröffentlicht Richtlinien für Sicherheitstechniken, die die Basis von EN-Normen bildeten. Am Unternehmenssitz in Köln und in den Außenbüros der Technischen Prüfstellen in Deutschland, im europäischen Ausland sowie in der Niederlassung Shanghai beschäftigt das Institut rund 500 Mitarbeiter.

## Gliederung
Das Unternehmen ist im Rahmen der Schadenverhütung in die Bereiche Brandschutz, Security (Einbruchschutz), Cyber Security (Informationssicherheit), Naturgefahren, Managementsysteme/Risikomanagement und Bildungszentrum unterteilt.

## Akkreditierung
Das Unternehmen ist von der Deutschen Akkreditierungsstelle (DAkkS) für verschiedene Prüfungen und Zertifizierungen nach DIN, ISO und EN-Normen akkreditiert, zum Beispiel nach der Europa-Norm 45.000. VdS Schadenverhütung ist Mitglied der European Fire and Security Group (EFSG).

## Geschichte
Mit Beginn des 20. Jahrhunderts begann sich die damals innovative Technik automatischer Sprinkleranlagen auch in der deutschen Industrie durchzusetzen. Um die Zuverlässigkeit dieser Brandschutzanlagen einschätzen zu können, gründete die deutsche Versicherungswirtschaft im Jahr 1908 die Sprinklerüberwachungsstelle. Während der Zeit des Nationalsozialismus wurden der Verband der privaten Feuerversicherer und der Verband der öffentlichen Feuerversicherer aufgelöst, während die Sprinklerprüfstelle bis 1944 ihre Arbeit weitgehend fortsetzen konnte. Nach einer kriegsbedingten Unterbrechung war es 1947 möglich, die Tätigkeit wieder aufzunehmen. Im Juni 1948 wurde die Prüfstelle in den neu gegründeten Verband der Sachversicherer e. V. (VdS) integriert.
In den folgenden Jahren wurden die technischen VdS-Abteilungen für Brandschutz und Einbruchdiebstahlschutz ausgebaut. Die Fusion der drei Versicherungsfachverbände Verband der Sachversicherer e. V., HUK-Verband und Deutscher Transportversicherungsverband zum Verband der Schadenversicherer e. V. (VDS) erfolgte 1995. 1996 schlossen sie sich die Verbände mit dem Verband der Lebensversicherer mit dem ebenfalls 1948 entstandenen Gesamtverband der Deutschen Versicherungswirtschaft e. V. (GDV) zusammen. Die technischen Abteilungen des ehemaligen Sachverbandes wurden 1997 in die VdS Schadenverhütung GmbH überführt, deren Alleingesellschafter der GDV ist. Der Verband der Sachversicherer existiert heute nicht mehr, das VdS-Zertifikat wird allein von der VdS Schadenverhütung GmbH verliehen und heute mit „Vertrauen durch Sicherheit“ ausgelegt.
Seit 2012 veranstaltet die Organisation die VdS-BrandSchutzTage in Köln.
Mit der Veröffentlichung der VdS 3473 am 1. Juni 2015 fiel der Startschuss zu einer eigenen Reihe von Richtlinien zur Informationssicherheit.

## Zertifizierungen
Das Unternehmen prüft und zertifiziert in eigenen Laboratorien Komponenten von Einrichtungen zur Schadensverhütung oder ganze Systeme. Zertifiziert werden neben Produkten des zivilen Sicherheitsmarktes unter anderem die Errichter und Installateure von Gefahrenmeldeanlagen, die Anlagen und deren Komponenten sowie Wach- und Sicherheitsunternehmen mit Notrufleitstellen.
Eine Anlage darf sich nur VdS-anerkannt nennen, wenn alle beteiligten Produkte und Dienstleistungen miteinander geprüft und anerkannt sind.
Diese Zertifizierungen werden u. a. auf Schlösser, Brandmelder, Rauchwarnmelder, Alarmanlagen und deren Bestandteile erteilt. So kann ein Akku für eine Notstromversorgung der Alarmanlage beispielsweise die Zertifizierungsnummer VdS G193046 tragen mit dem Hinweis Diese Akkus sind von VdS offiziell zur Verwendung in Alarmanlagen zugelassen. VdS gibt an, die produktspezifischen Anforderungen lägen in der Regel über denen der technischen Regelwerke von DIN, EN oder ISO. Üblicherweise deckt eine VdS-Anerkennung auch immer die EN-Forderungen mit ab – und oft auch kommende Norm-Anforderungen.
So erhielten rund 100 VdS-anerkannte Errichter für Gefahrenmeldetechniken, anerkannt nach den Richtlinien VdS 3403, direkt mit Inkrafttreten der EU-Norm im April 2017 auch ihre DIN EN 16763-Zertifizierung. VdS war damit das weltweit erste Institut, welches seinen anerkannten Partnern Zertifikate nach der neuen EU-Norm überreichen konnte.
Es gibt Versicherungen, die VdS-Zertifizierungen als Maßstab für Beitragsrabatte festsetzen.

## VdS-Zertifikat
Laut WIK-Sicherheits-Enquete 2015 (12. Sicherheits-Enquête der Arbeitsgemeinschaft für Sicherheit in der Wirtschaft (ASW) und der Fachzeitschrift WIK) ist das Gütesiegel von VdS für Sicherheitsverantwortliche der wichtigste Qualitätshinweis beim Kauf von Sicherheitstechnik und Sicherheitsdienstleistungen. Die Studie wurde nach dem Verkauf des Magazins WIK im Jahr 2016 eingestellt.

## VdS-Konzept
VdS verfolgt die Systematik eines integrierten Sicherheitsansatzes:
- Formulierung von angemessenen Anforderungen an das gewünschte Schutzniveau durch VdS-Richtlinien. Die VdS-Richtlinien werden von Industrie und Versicherungswirtschaft akzeptiert und angewendet. Publikationen stehen zum Download zur Verfügung[26], darunter der prämierte Leitfaden für die Cyber-Security speziell von kleinen und mittelständischen Unternehmen[27].
- Formulierung von Anforderungen sowie die Prüfung und Zertifizierung von Produkten[28][29]
- Zertifizierung von Prozessen in Unternehmen
- Zertifizierung von Firmen und Fachkräften (darunter die Planer und Errichter der Sicherheitssysteme)
- Erstabnahmen und Revisionen von Schutzanlagen
- Qualifizierung von Sicherheitsbeauftragten und Funktionen um die Sicherheit durch Bildung

### Auswahl einiger VdS-Richtlinien
- VdS 3473 – Cyber-Security für kleine und mittlere Unternehmen (KMU)
- VdS 10000 – Informationssicherheitsmanagementsystem für kleine und mittlere Unternehmen (KMU)
- VdS 10010 – VdS-Richtlinien zur Umsetzung der DSGVO